# 船木荘
船木荘（ふなきのしょう）は、平安時代～室町時代にかけて美濃国にあった荘園。法勝寺領。

## 概要

### 所在
美濃国本巣郡。
現在の岐阜県本巣市南西部と瑞穂市北西部付近。かつての中山道美江寺宿が中心地と推測されている。

### 規模
不明。

### 起源
もとは寂法の先祖相伝領。

### 領主
- 本家
  - 法勝寺
- 領家
  - 高階氏

### 終焉
室町時代に地頭勢力に圧迫されたか。

### 備考
- 鎌倉時代に東荘と西荘に分裂。